# Илуксте
И́луксте (латыш. Ilūksteо файле, до 1920 года — рус. Иллу́кст, нем. Illuxt, пол. Iłukszta) — город на юго-востоке Латвии, в 25 км от Даугавпилса.
В 2003—2021 годах — административный центр Илукстского края (до 1 июля 2009 года входил в Даугавпилсский район). Находится в историко-культурной области Селия, но при этом относится к Латгальскому статистическому региону.

## История

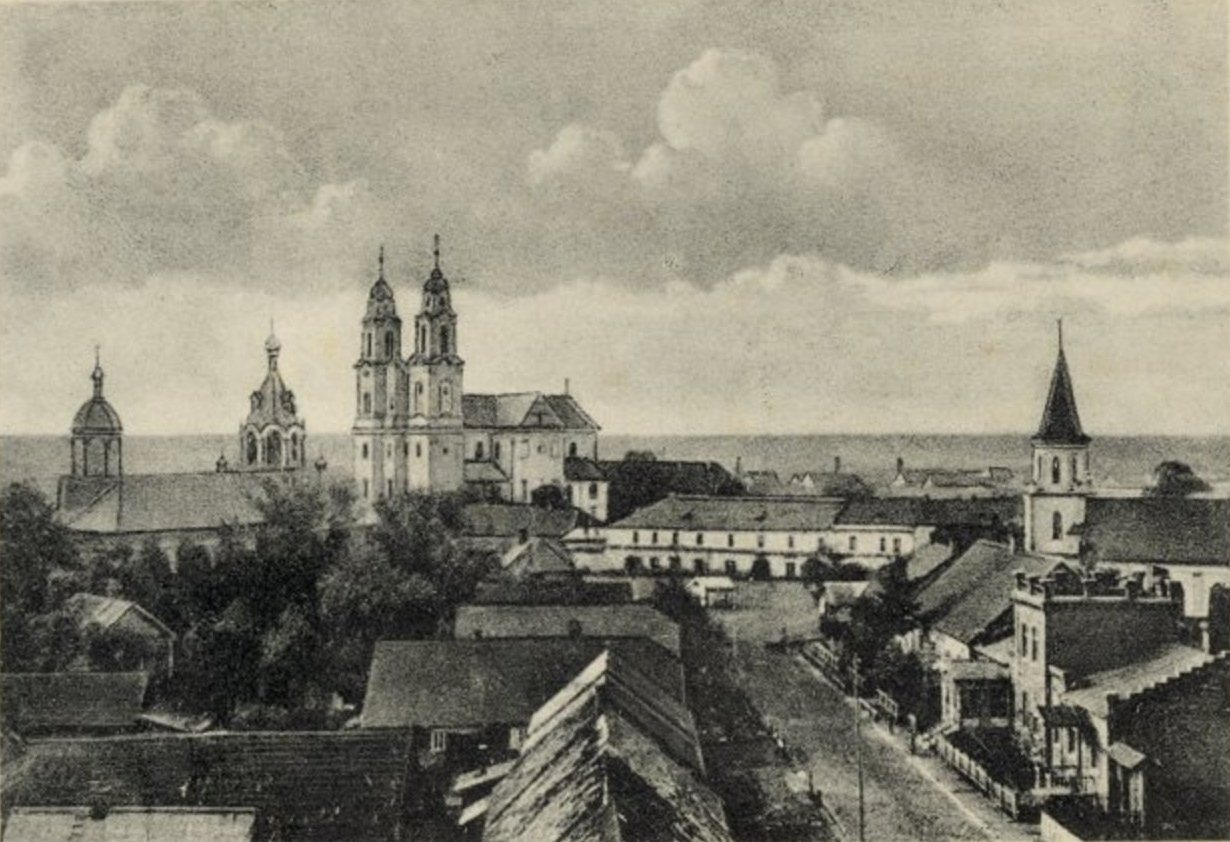
Вид на Илуксте до 1915 года

Илуксте впервые упоминается около 1550 года как местечко на землях Шлоссбергского имения графов Зибергов. Ремесленно-торговое поселение было основано на правом берегу реки Лукшта (Лукста, ныне Илуксте), от которой оно и получило своё название. До 1795 года Иллукст (ныне Илуксте) входил в состав Курляндского герцогства, вассала Речи Посполитой. Первое учебное заведение в местечке — латинская школа — открылось в 1596 году. В 1754—1769 годах иезуитами построена новая католическая церковь в стиле барокко, которая до разрушения в Первой мировой войне являлась одним из крупнейших католических храмов Прибалтийского края.
С 1795 года Иллукст находился в составе Российской империи, где со временем стал центром одноимённого уезда Курляндской губернии.
Во время Первой мировой войны, в 1915 году город сильно пострадал от военных действий при обороне Двинска. 10 (23) октября 1915 года оставлен русской армией после уличных боёв с немецкими войсками. Из более 4000 жителей в городе осталось только 100 человек.
Фронт остановился восточнее Иллукста и позиционно простоял в 1915—1918 годах. В районе Иллукста активно шла минно-подземная война. В ходе боевых действий были разрушены католический костёл, один из красивейших в крае, монастырь и жилые дома.
В 1917 году местечку присвоен статус города.
После образования Латвийской Республики город переименован в Илуксте. Тогда он являлся уездным городом, центром Илукстского уезда. В июне 1941 года занят германскими войсками, в июле 1944 года — освобождён. С 1 января 1950 года — центр Илукстского района. После укрупнения районов 18 декабря 1962 года вошёл в состав Даугавпилсского района. Во время административно-территориальной реформы 2003 года в составе Даугавпилсского района образован Илукстский край с центром в Илуксте (в 2021 году Илукстский край был упразднён).

## Современность

Памятник Райнису

Город расположен на обоих берегах реки Илуксте, левого притока Даугавы.
В городе находятся: автобусная станция; две средние, музыкальная и спортивная школы; городская библиотека; центр культуры; футбольный стадион; римско-католическая, лютеранская, православная и старообрядческая церкви. На реке расположена малая ГЭС. До 2000-х годов в Илуксте существовала больница.
Обнаруженные в городе руины церкви иезуитов XVIII века в 2021 году объявлены памятником истории. Начаты археологические исследования фундаментов церкви.
В городе имеется футбольная команда ФК «Илуксте/ДЮСШ».
Около средней школы № 1 в 1990 году установлен памятник работы скульптора Индулиса Фолкманиса латышскому поэту и общественному деятелю Райнису, присутствовавшему на открытии школы в 1927 году.

## Население
Согласно данным Первой всеобщей переписи населения Российской империи 1897 года в местечке Иллукст насчитывалось 3652 жителя, из них польский язык назвали в качестве родного 1365 чел., еврейский (идиш) — 842 чел., русский («великорусский») — 731 чел., латышский — 360 чел., немецкий — 134 чел., белорусский — 116 чел.
Накануне Первой мировой войны в Илуксте проживало уже более 4 тысяч человек.
На 1 июля 2009 года население города составляло 2829 человек, из них: латыши — 55 %, русские — 22 %, поляки — 15 %, белорусы — 3 %, другие национальности — 5 %.

## Транспорт

### Автодороги
К городу подходят региональные автодороги P72 Илуксте — Бебрене — Биржи и P71 Илукстская подъездная автодорога, соединяющая его с региональной автодорогой P70 Свенте — граница с Литвой (Субате). Среди местных автодорог значимы: V711 Илуксте — Рубанишки — Даугавпилс и V783 Екабпилс — Дигная — Илуксте.

### Междугородное автобусное сообщение
Основные маршруты: Илуксте — Субате — Акнисте — Рига; Илуксте — Даугавпилс; Илуксте — Екабпилс — Плявиняс — Рига.

## Известные уроженцы
- Анджей Бенедикт Клонгевич (1767—1841), религиозный деятель, епископ виленский, профессор теологии Виленского университета.

## Галерея

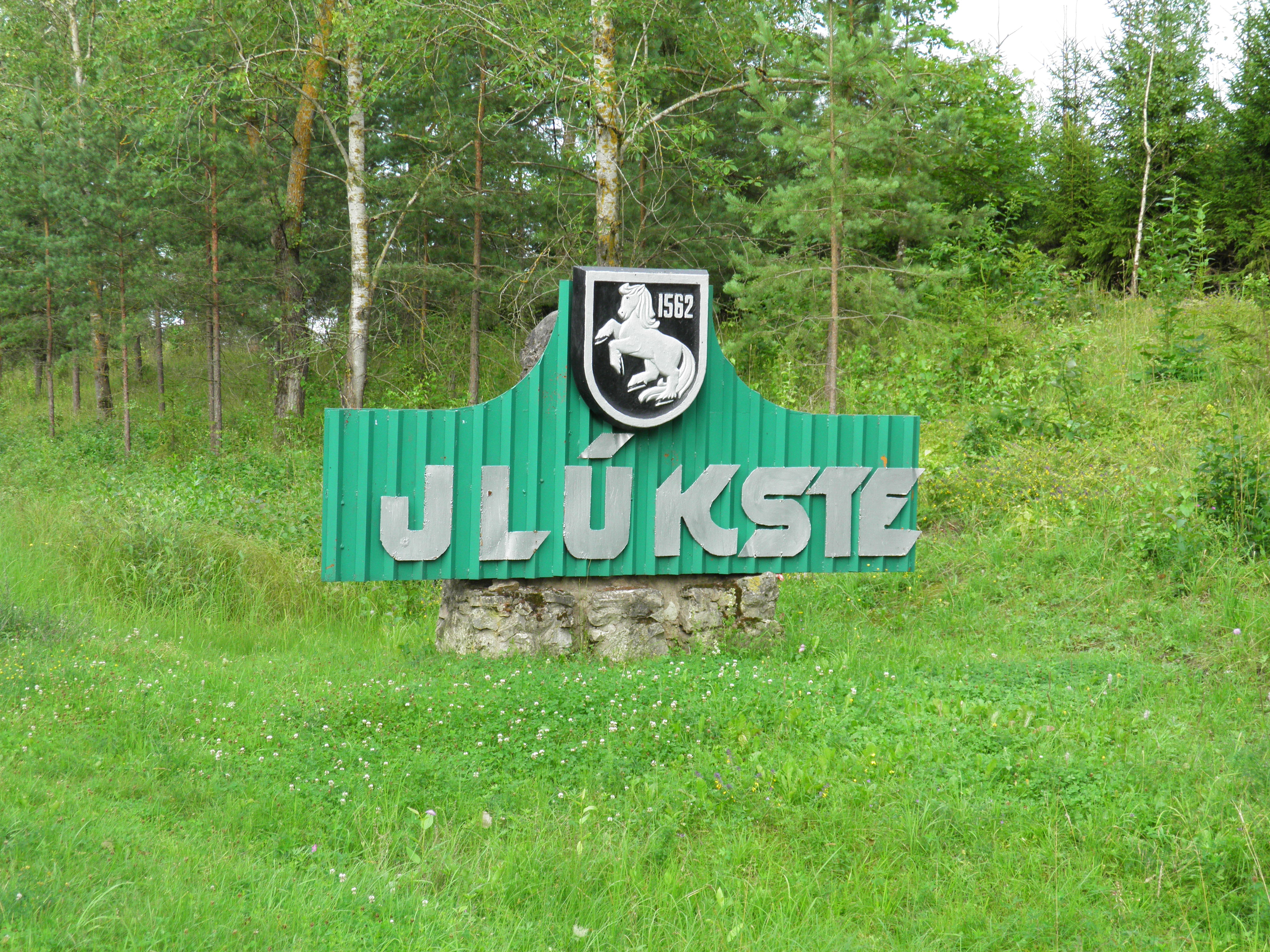
Въезд в город
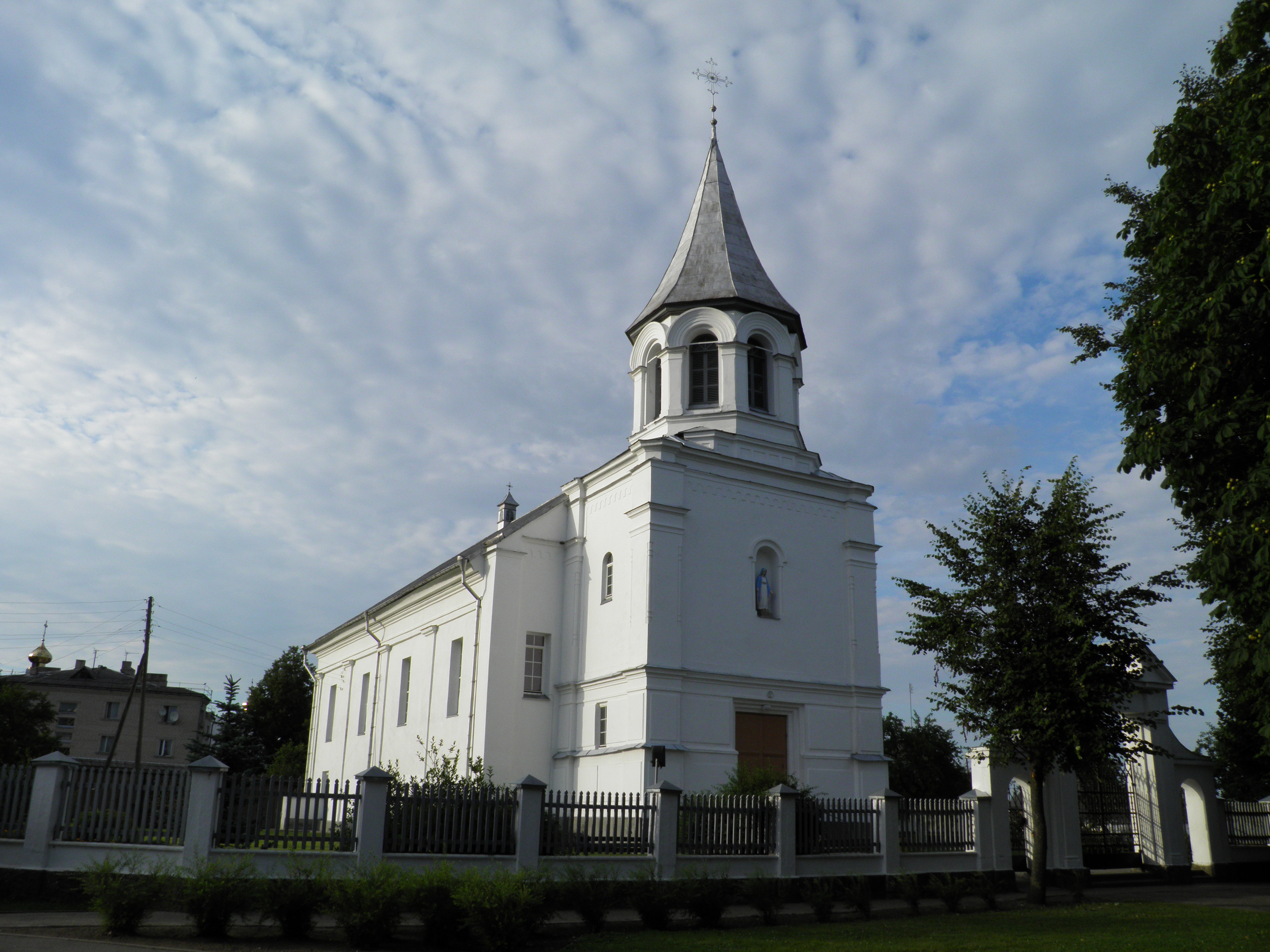
Католическая церковь
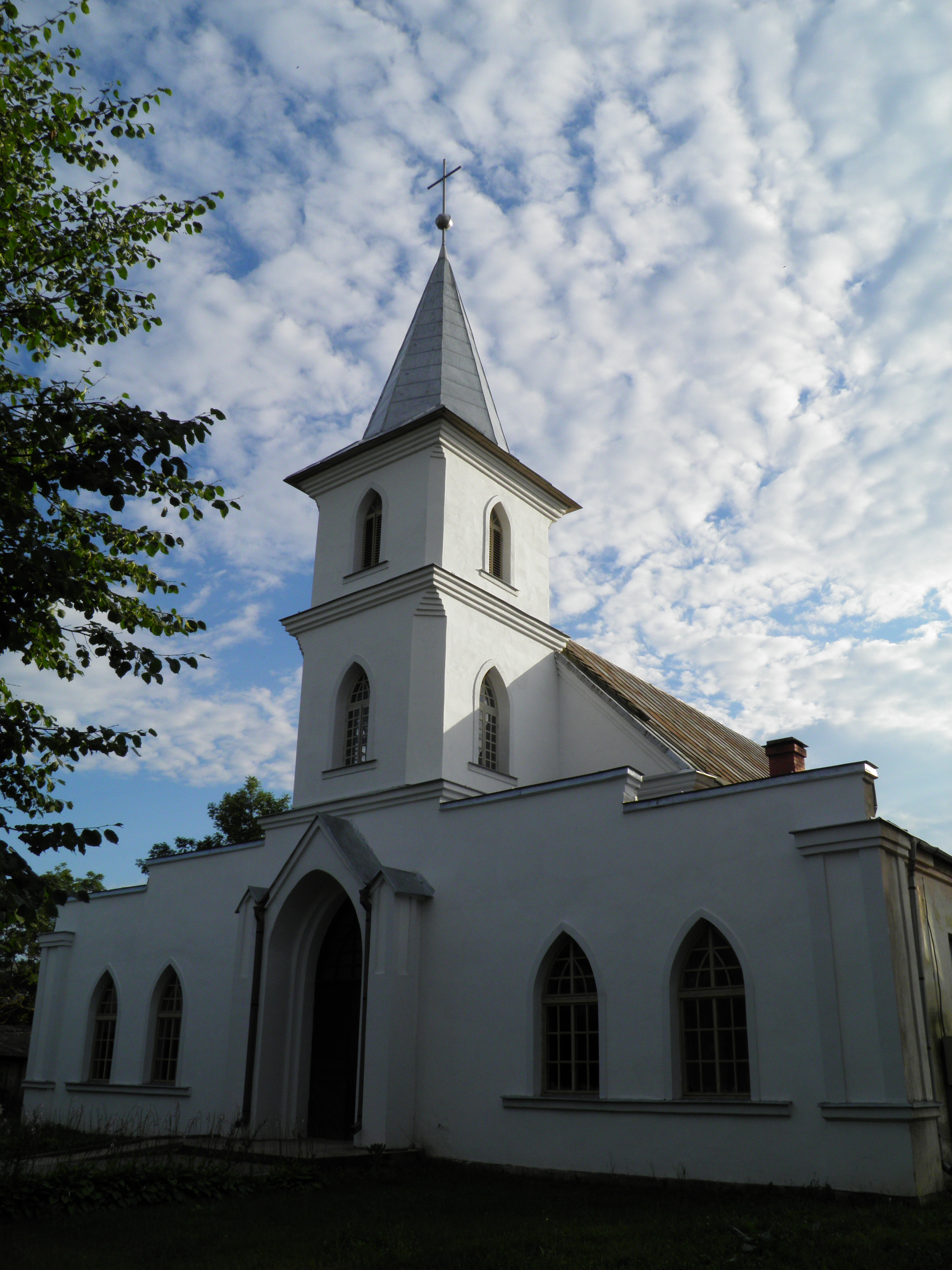
Лютеранская церковь
Дом в Илуксте
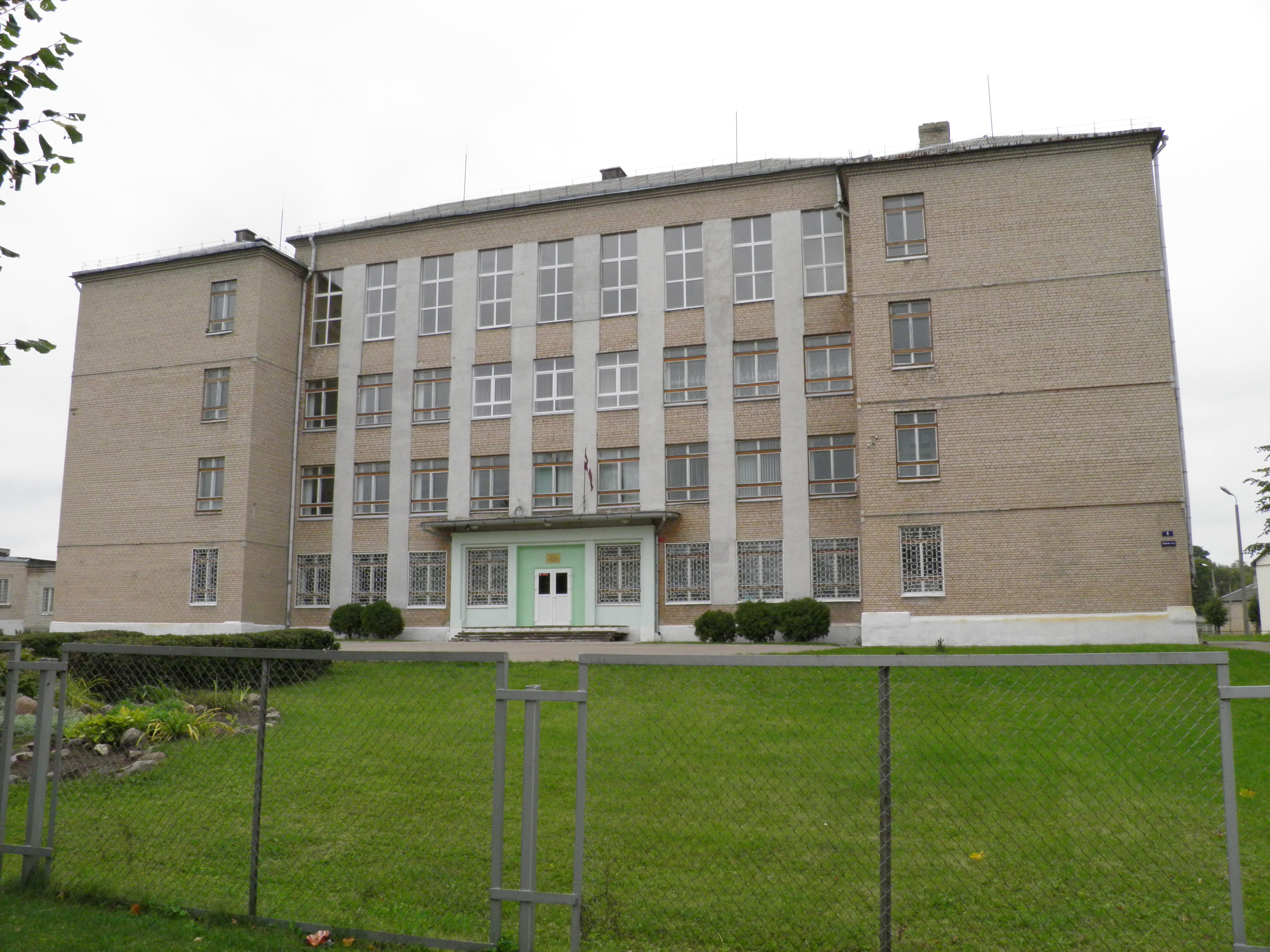
Школа
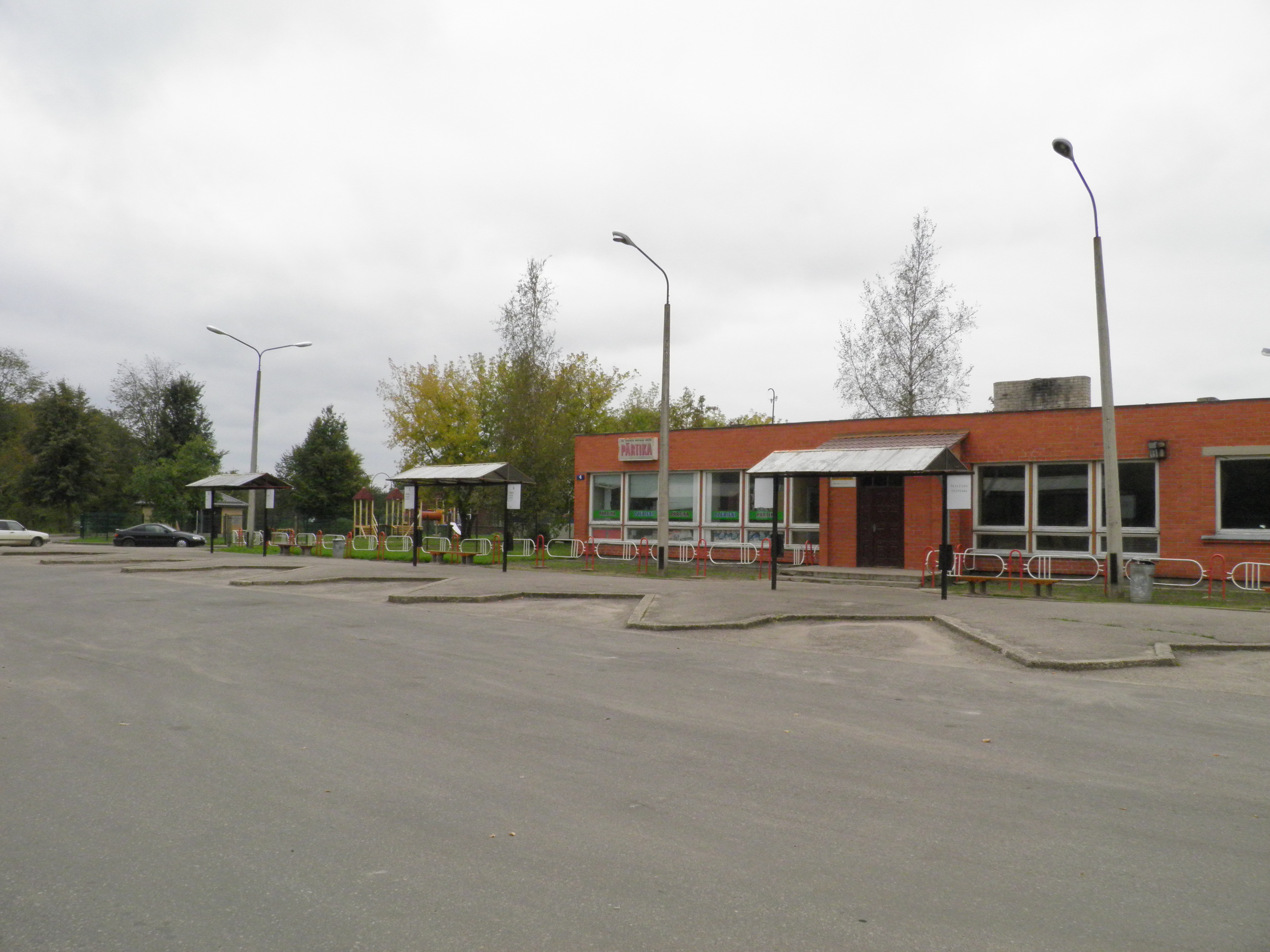
Автовокзал
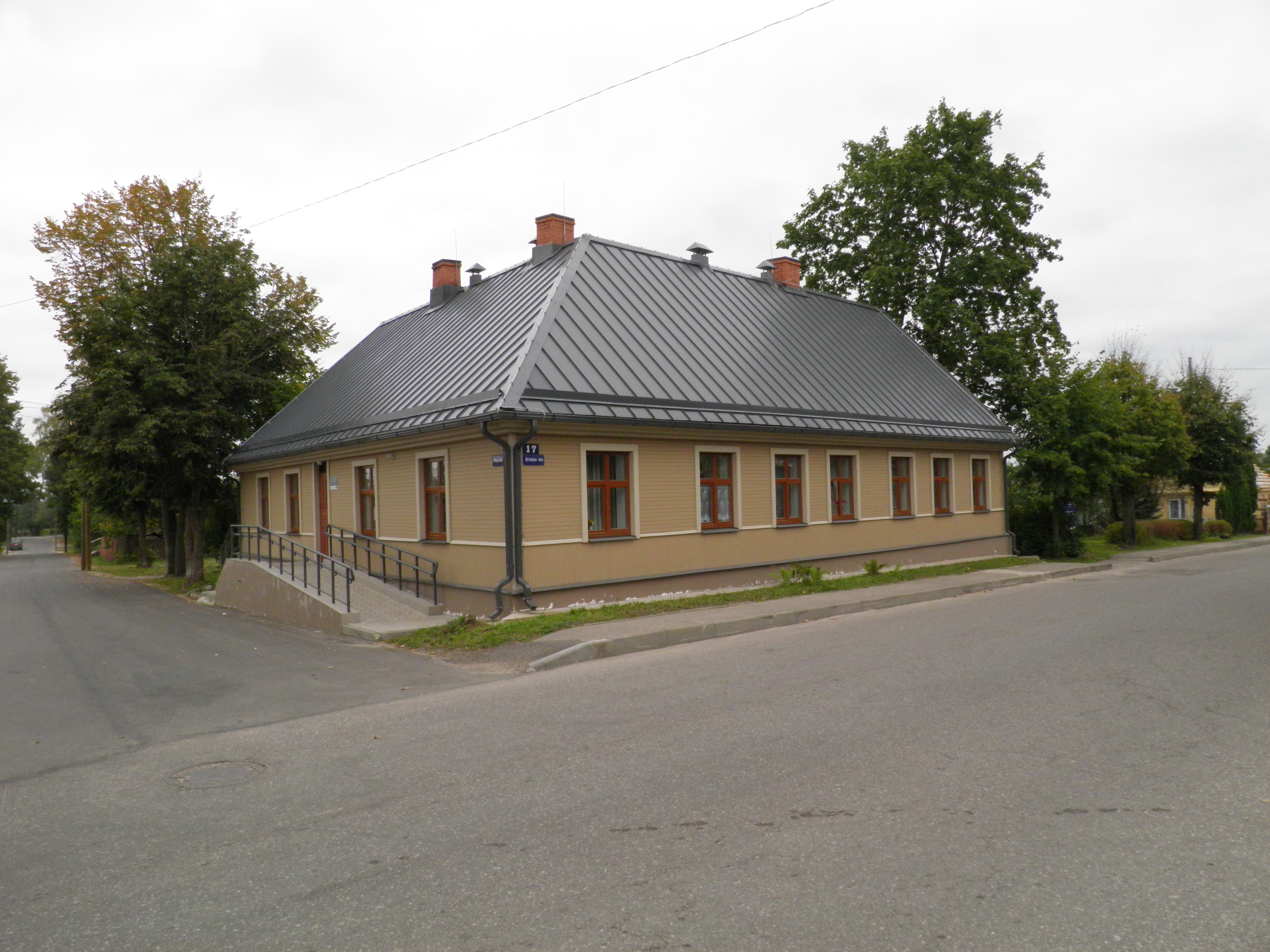
Улица Бривибас